# Pelodiscus
Pelodiscus es un género de tortugas de la familia Trionychidae. Las especies de este género se distribuyen por buena parte de Asia.

## Especies
Se reconocen las siguientes siete especies:
- Pelodiscus axenaria (Zhou, Zhang & Fang, 1991)  - Tortuga de concha blanda de Hunan.[3][4]
- Pelodiscus huangshanensis Gong et al., 2021 - Tortuga de concha blanda de Huangshan.[5]
- Pelodiscus maackii (Brandt, 1857) - Tortuga de concha blanda de Amur.[3]
- Pelodiscus parviformis Tang, 1997 - Tortuga china de caparazón blando menor.[3]
- Pelodiscus shipian Gong et al., 2022 - Tortuga de concha blanda de Shipian.[4]
- Pelodiscus sinensis (Wiegmann, 1835) - Tortuga china de caparazón blando.[3]
- Pelodiscus variegatus Farkas et al., 2019 - Tortuga moteada de caparazón blando.[6]